# Hungría en la Copa Mundial de Fútbol de 1934
Hungría fue una de las 16 selecciones participantes en la Copa Mundial de Fútbol de Italia 1934, la cual fue su primera participación mundialista.

## Clasificación
| Pos. | País     | J | G | E | P | GF | GC | Pts |
| ---- | -------- | - | - | - | - | -- | -- | --- |
| 1    | Hungría  | 2 | 2 | 0 | 0 | 8  | 2  | 4   |
| 2    | Austria  | 1 | 1 | 0 | 0 | 6  | 1  | 2   |
| 3    | Bulgaria | 3 | 0 | 0 | 3 | 3  | 14 | 0   |

| 25 de marzo de 1934 | Bulgaria      | 1–4     | Hungría                                                | A.S. 23 Stadium, Sofía, Bulgaria                          |                                                           |
|                     | Baikushev 27' | Reporte | Sárosi 29' · Szabó 61' (pen.) · Toldi 88' · Markos 89' | Asistencia: 10,000 espectadores Árbitro(s): Denis Xifando | Asistencia: 10,000 espectadores Árbitro(s): Denis Xifando |

| 29 de abril de 1934                                        | Hungría                      | 4–1     | Bulgaria    | Hungária-körút, Budapest, Hungría                             |                                                               |
|                                                            | Szabó 9' 58' · Solti 60' 73' | Reporte | Todorov 61' | Asistencia: 10,000 espectadores Árbitro(s): Hans Frankenstein | Asistencia: 10,000 espectadores Árbitro(s): Hans Frankenstein |
| Bulgaria abandonó la eliminatoria tras jugar dos partidos. |                              |         |             |                                                               |                                                               |

## Jugadores
Estos fueron los 22 jugadores convocados por Hungría para el torneo:

## Resultados
Hungría llegó hasta los cuartos de final.

### Primera ronda
| 27 de mayo de 1934 | Hungría                                 | 4-2     | Egipto        | Stadio Giorgio Ascarelli, Nápoles                            |                                                              |
|                    | Teleki 11' · Toldi 31' 61' · Vincze 53' | Reporte | Fawzi 35' 39' | Asistencia: 9000 espectadores Árbitro(s): Rinaldo Barlassina | Asistencia: 9000 espectadores Árbitro(s): Rinaldo Barlassina |

### Cuartos de final
| 31 de mayo de 1934 | Austria                  | 2-1     | Hungría           | Stadio Littoriale, Bologna                                   |                                                              |
|                    | Horvath 8' · Zischek 51' | Reporte | Sárosi 60' (pen.) | Asistencia: 23 000 espectadores Árbitro(s): Francesco Mattea | Asistencia: 23 000 espectadores Árbitro(s): Francesco Mattea |